# The Law or the Lady
The Law or the Lady è un cortometraggio muto del 1912 diretto e interpretato da Van Dyke Brooke e Maurice Costello. Di genere drammatico, il film aveva come altri interpreti Charles Eldridge e Hazel Neason.

## Produzione
Il film fu prodotto dalla Vitagraph Company of America.

## Distribuzione
Il film - un cortometraggio in una bobina - fu presentato in Danimarca l'11 gennaio 1912. Negli Stati Uniti fu distribuito dalla General Film Company, uscendo nelle sale il 5 febbraio 1912.